# Speedy (artiest)
Speedy, eigenlijk Juan Antonio Ortiz Garcia (10 september 1979) is een Puerto Ricaanse reggae-zanger.
In 2003 bracht hij het nummer Sientelo uit, dat aanvankelijk alleen een hit in Puerto Rico zelf was. Nadat eind 2004 de r&b-zangeres Lumidee op haar eigen verzoek meewerkte aan een nieuwe versie van het nummer, gemixt door Luca Moretti en Ricky Romanini van Motivo Productions, behaalde het nummer ook de internationale hitlijsten.

## Discografie

### Singles
| Single met eventuele hitnotering(en) in de Nederlandse Top 40 | Datum van verschijnen | Datum van binnenkomst | Hoogste positie | Aantal weken | Opmerkingen |
| ------------------------------------------------------------- | --------------------- | --------------------- | --------------- | ------------ | ----------- |
| Sientelo                                                      |                       | 8-1-2005              | 3               | 11           | met Lumidee |

- Bibliothèque nationale de France: cb145771914 (data)
- Gemeinsame Normdatei: 135441390
- International Standard Name Identifier: 0000 0000 5521 4736
- MusicBrainz: 69fb4ce5-816f-496b-be73-a968da54c0b3
- Système universitaire de documentation: 084053356
- Virtual International Authority File: 56855490
- WorldCat: E39PBJw94j4CQR4cyFddk3tFrq